# Pentavocalismo ortográfico quechua-aimara
El pentavocalismo ortográfico sobre el quechua y el aimara es la tesis de que la escritura en esas lenguas debe hacerse mediante una ortografía que incluya las cinco letras vocálicas del alfabeto latino,  ⟨a⟩, ⟨e⟩, ⟨i⟩, ⟨o⟩, ⟨u⟩. Esta tesis como reivindicación surge como reacción tradicionalista a las reformas ortográficas de fines del siglo XX que establecieron los actuales alfabetos oficiales de dichas lenguas en sus distintos países. Tales alfabetos oficiales, por contraste, siguen un criterio fonemático e incluyen sólo tres grafías vocálicas ⟨a⟩, ⟨i⟩, ⟨u⟩, correspondientes cada una a cada uno de los fonemas vocálicos de esas lenguas /a, ɪ, ʊ/.  La tradición escrita quechua y aimara transcribía con <e> y <o>, respectivamente, los sonidos [e ~ ɛ] y [o ~ ɔ], que fonológicamente son alófonos de los fonemas /ɪ/ y /ʊ/ detonados por la cercanía de una consonante uvular. La reforma de tres vocales fue oficializada en 1984 en Bolivia y en 1985 en el Perú.
En contraste con un criterio ortográfico de biunivocidad fonema-grafía, el pentavocalismo intenta mantener la larga tradición ortográfica, iniciada desde las gramáticas misioneras, de escribir estas lenguas de acuerdo a la ortografía castellana (al menos en lo que respecta a las vocales). El uso escrito tradicional es bien explicado en una cartilla de alfabetización del Estado Peruano de la primera mitad del siglo XX:

Las cinco vocales del alfabeto castellano, se usan con sus mismos sonidos en las palabras quechuas i  aimaras. Se confunden [sic], a veces, los sonidos "e" i la "i", de la "o" i la "u", en algunas palabras, de preferencia en sus sílabas terminales, siendo indiferente utilizar cualesquiera de ellas, puesto que el sonido [real] resulta intermedio i su uso lo determina la costumbre de las personas.
Dirección de Asuntos Indígenas del Perú, Cartilla de divulgación del alfabeto quechua-aimara, 1940

En la actualidad, mientras en la lengua quechua persiste este uso en varios grupos e instituciones, en la lengua aimara prácticamente ha desaparecido. Sus principales defensores son la Academia Mayor de la Lengua Quechua (Cuzco), el Gobierno Regional del Cusco, la Academia Regional de Quechua de Cochabamba y el Instituto Lingüístico de Verano. A menudo, las defensas del pentavocalismo incluyen argumentos fonológicos, pedagógicos, identitarios e históricos de diversa confiabilidad. El desacuerdo entre "pentavocalistas" y "trivocalistas" ha generado graves y duras  discusiones entre los activistas defensores de estas lenguas andinas.
| Fonema | Realizaciones fonéticas (en AFI) | Alfabetos trivocálicos (oficiales) | Ortografías pentavocálicas |
| ------ | -------------------------------- | ---------------------------------- | -------------------------- |
| /a/    | [æ, a, ɑ]                        | a                                  | a                          |
| /ɪ/    | [i, ɪ, e, ɛ]                     | i                                  | i [i, ɪ], e [e, ɛ]         |
| /ʊ/    | [u, ʊ, o, ɔ]                     | u                                  | u [u, ʊ], o [o, ɔ]         |

Una confusión extendida considera a una o más variedades o dialectos quechuas como inherentemente "pentavocálicos" (especialmente al quechua cuzqueño). Estrictamente, pentavocalismo y trivocalismo son propuestas ortográficas o de escritura, y son aplicables ambas a la misma variedad lingüística.